# Liparetrus longidens
Liparetrus longidens är en skalbaggsart som beskrevs av Lea 1917. Liparetrus longidens ingår i släktet Liparetrus och familjen Melolonthidae. Inga underarter finns listade i Catalogue of Life.